# Sergueï Soloviov (explorateur)
Pour les articles homonymes, voir Solovyov.
Ne doit pas être confondu avec Sergey Solovyov.
Sergueï Alexandrovitch Soloviov (en russe Серге́й Алекса́ндрович Соловьёв), né le 26 avril 1950 à Nijniaïa Toura et mort le 13 août 2019 à Ekaterinbourg, est un explorateur, sociologue et journaliste russe.

## Biographie
Né dans une famille ouvrière de Nijniaïa Toura, il étudie à l'école secondaire de la ville puis à Lesnoï. Après avoir été diplômé de l'Institut industriel de Tioumen, il travaille au dépôt pétrolier de Nakhodka, à Tioumen, au comité régional de Sverdlovsk du Komsomol et à l'Académie des sciences de l'URSS. Il est l'organisateur de plusieurs expéditions en Arctique et dans la Sibérie auxquelles il participe telle celle de 1982-1983 en traîneaux à chiens de Ouelen à Mourmansk avec Vladimir Rybine (médecin), Vladimir Karpov (opérateur radio), Philippe Ardeïev (musher), Iouri Borisikhine (journaliste, correspondant du magazine Ural Pathfinder) et Pavel Smoline (navigateur),.
En 1984, il est admis à l'Union des journalistes de l'URSS puis est élu membre à part entière de la Société géographique de l'URSS.
Il devient en 1999 le président de la Great Northern Trail Foundation qui organise l'expédition mondiale autour du monde dans les pays du bassin polaire.
En 2005, il fonde et dirige l'Académie de la Fondation du bania, dont le but est de populariser le bain russe à travers le monde.